# Safeguard

logo van Safeguard. Het logo bestaat uit een schild met abstracte vorm in rood en wit, gecombineerd met de bedrijfsnaam.

## Safeguard BHV-app
Safeguard is een Nederlands technologiebedrijf dat cloudgebaseerde software ontwikkelt voor bedrijfshulpverlening (BHV). De BHV-app, geleverd als een Software-as-a-Service (SaaS)-oplossing, ondersteunt het automatisch registreren van aanwezige BHV’ers, het alarmeren bij incidenten en de onderlinge communicatie via een Push-to-talk functionaliteit, die traditionele portofoons vervangt.

## Geschiedenis
Safeguard werd in 2015 opgericht door Ingmar Vroege en Gertjan Leeman. Het bedrijf startte in Nieuwendijk en verhuisde in 2024 naar Breda. De software wordt ingezet door organisaties in Nederland, België en Duitsland.

## Functionaliteit
De Safeguard-app stelt BHV-teams in staat om direct gealarmeerd te worden bij incidenten. De software biedt ondersteuning voor dagelijkse BHV-taken zoals aanwezigheidsregistratie, alarmeren van hulpverleners en een onderling communicatiekanaal voor BHV'ers. De oplossing is gericht op het verbeteren van paraatheid en responstijd bij noodsituaties.

## Toepassing
De technologie wordt onder andere gebruikt door het Amphia Ziekenhuis in Breda, waar alle medewerkers zijn opgeleid als ontruimer en het BHV-team gebruikmaakt van de BHV-app op hun telefoon.

## Media-aandacht
In 2017 verscheen er een interview met Safeguard in het Algemeen Dagblad, waarin de start van de, destijds nog jonge, onderneming werd uitgelicht. In 2018 verscheen een interview met Safeguard in het ondernemersplatform MT/Sprout, waarin werd ingegaan op de rol van technologie bij het verbeteren van interne veiligheid en de groeistrategie van het bedrijf.